# 阿納托利·福緬科
阿纳托利·季莫费耶维奇·福缅科（羅馬化：Anatoly Timofeyevich Fomenko；1945年3月13日—），苏联-俄罗斯数学家，专攻多维变分法、微分几何与拓扑学、李群、辛几何与计算几何、哈密顿系统。他是莫斯科大学教授，1994年当选俄罗斯科学院院士，曾获俄罗斯联邦国家奖。他还是一名平面设计师，是科幻动画电影《山隘》的美术指导之一。
他因伪史阴谋论新編年史而闻名于世——这一理论认为现有的历史事件年代体系是错误的，必须进行根本性的重审。学术界人士，包括权威的职业历史学家和语言学家，以及一些时事评论员和文学评论家，都将“新编年史”归类为伪科学，或视为一种“民间历史”文学体裁。

## 生平
福缅科的父亲季莫费·格里戈里耶维奇·福缅科（1910—1992）是一名煤炭开采行业的工程师，工学博士；母亲瓦连京娜·波利卡尔波夫娜·马尔科娃（1918—2009），是一名语言学家，曾任俄语与文学教师。
他出生于斯大林诺（今乌克兰顿涅茨克）。他的父亲在战争期间身处德军占领区，1950年被迫携家人迁往马加丹，阿纳托利也在那里开始上学。1959年，全家搬到卢甘斯克，阿纳托利在当地第26中学毕业，并获得校园金奖。他积极参加学校的各类奥林匹克竞赛，并在全苏数学奥林匹克竞赛中夺冠。1956年和1959年，他两次获得全苏国民经济成就展的铜质奖章。1958—1959年间，《少先队真理报》刊登了他创作的科幻小说《银河系之谜》（Тайна Млечного пути）。
1967年，他毕业于莫斯科国立罗蒙诺索夫大学力学数学系，师从瓦连京·鲁缅采夫教授和彼得·拉舍夫斯基教授。自1969年起，他在该系的微分几何教研室任职。
1970年，他完成并答辩了题为《在黎曼齐性空间中实现非平凡循环的完全测地流形分类》（Классификация вполне геодезических многообразий, реализующих нетривиальные циклы в римановых однородных пространствах）的副博士论文（导师为彼得·拉舍夫斯基）。1972年，他又完成并答辩了题为《黎曼流形上多维普拉托问题的解法》（Решение многомерной проблемы Плато на римановых многообразиях）的博士论文。
自1981年12月1日起，他任莫斯科大学教授，任职于高等几何与拓扑教研室。自1992年起，担任莫斯科大学力学数学系微分几何及其应用教研室主任。
1990年12月15日，他当选为苏联科学院通讯院士（1991年起为俄罗斯科学院通讯院士），1994年3月31日，当选为俄罗斯科学院数学部的正式院士。
多年来，他先后担任过俄罗斯高等学位评定委员会数学专家委员会委员、高等学位评定委员会主席团成员、俄罗斯科学院数学部院士秘书副手、苏联科学院主席团尼古拉·罗巴切夫斯基奖评奖专家委员会秘书、苏联科学院西伯利亚分院数学研究所（新西伯利亚）专家委员会委员，以及莫斯科大学力学数学系数学分部主任。他还是《莫斯科大学学报》（数学系列）副主编、《数学集刊》和《俄罗斯数学进展》编委会成员。此外，他还是莫斯科大学力学数学系和俄罗斯科学院索伯列夫数学研究所的数学学位论文答辩委员会委员，以及莫斯科大学力学数学系和莫斯科大学学术委员会委员。
1991年，他当选为俄罗斯自然科学院正式院士；1993年，当选为国际高等学校科学院正式院士；2009年3月，当选为俄罗斯技术科学科学院正式院士。
1977年，福缅科与塔季扬娜·尼古拉耶夫娜·福缅科（生于1948年）结婚。塔季扬娜是一名数学家、物理数学科学博士，1981年至2005年在莫斯科国立钢铁合金学院任教，自2005年起在莫斯科大学计算数学与控制论系工作（自2012年起为教授）。

### 科研活动
福缅科的主要研究方向包括：
- 多维变分法、微分几何与拓扑学中的变分方法、极小曲面、调和映射；
- 群论与李代数、辛几何；
- 哈密顿系统微分方程理论、群与李代数上的可积方程、数学物理中的可积系统、微分方程的不变量理论（第一积分（俄语：Первый интеграл））、可积动力系统的拓扑分类理论的建立；
- 计算几何、拓扑中的算法方法、计算机在三维拓扑与几何中的应用。

在极小曲面理论中，他解决了黎曼流形谱配边类上的多维普拉托问题，并证明了存在一类全局极小的“谱曲面”，其边界为预先给定的“轮廓”。这里的“轮廓”是一个紧致光滑流形，而由它所围成的“谱曲面”是某个紧致集，它是带有给定边界的流形谱的像。
在关于一般型非退化哈密顿动力系统拓扑分类的研究中，他发现了一些不变量，可以用来刻画动力系统奇点的拓扑类型，并对刘维尔叶状结构进行分类。由此，他建立了具有两个自由度的可积非退化哈密顿系统的分类体系。
自2015年起，福缅科与V·V·韦久什基娜、E·E·卡尔吉诺娃、I·S·哈尔切娃等学生共同开创了一个新方向——可积拓扑台球理论。这个理论的核心思想是研究具有复杂几何与拓扑结构的“台球桌”，事实证明这一思路极具成效，使得人们能够构建出复杂多维可积系统的全新直观模型。
他在数学领域发表了两百八十余篇学术论文，其中包括27部专著和10本教材与教学辅导书。福缅科的数学著作已被译成多种外国语言，包括英语、法语、日语、汉语、西班牙语、意大利语和塞尔维亚语。
有些数学界专家对福缅科部分数学著作的实质内容提出过质疑。美国数学家小弗雷德里克·贾斯汀·阿尔姆格伦在一篇措辞严厉的评论中指出了其中存在的一系列错误，并认为其宣称的成果与实际取得的结果并不相符。俄罗斯数学家米哈伊尔·格罗莫夫也曾表示，福缅科在引言中对成果的呈现与其数学定理枯燥抽象、乏善可陈的实际内容毫无关联。
福缅科在其著作《每个故事都渴望被讲述》（2017年）中对此作出了回应与评论。

### 教学活动
多年来，福缅科为莫斯科大学力学数学系的学生讲授并持续开设以下课程：《经典微分几何》《微分几何与拓扑》《直观拓扑学》《拓扑与辛几何基础》《三维拓扑的算法与计算机方法》《同伦拓扑学》《可积哈密顿系统的几何与拓扑》《李代数上的可积哈密顿系统》《拓扑变分问题》《极小曲面与普拉托问题》《多维极小曲面与调和映射》。
在福缅科的指导下，已有超过55篇副博士论文和11篇博士论文顺利答辩通过。

### 艺术创作
福缅科也是原创平面艺术作品作者，并举办过个人画展。

## “新编年史”
福缅科是“新编年史”项目（自1995年开始）中多部著作的作者和合著者，该项目致力于创造新的“经验统计”方法，用于研究历史文本、识别相互依赖的历史文献以及为全球历史事件定年。他与项目成员共同批判现行世界历史年代体系，质疑许多从事历史、考古、语言学、天文学、年代测定等领域学者的成果。福缅科的主要合作者是同系同事格列布·诺索夫斯基。该“新编年史”团队出版了数十本俄文著作，以及少量英文和其他欧洲语言的书籍，内容涵盖福缅科提出的研究方法、他们认为主流历史中充斥的重复内容，以及可能的“正确”历史重构方案。
他認為，耶穌生活在公元12世紀，特洛伊戰爭和十字軍東征是同一事件，並且成吉思汗和蒙古人實際上是俄羅斯族人。他还认为埃及金字塔是近现代产物，中国万里长城建于17世纪清朝康熙年间，目的是为了防御俄罗斯的入侵。
絕大多數俄羅斯科學家和世界歷史學家認為福緬科的歷史著作要麼偽科學，要麼反科學。“新编年史”受到了多位知名学者的批评，其中包括俄罗斯科学院院士、考古学家瓦连京·亚宁，历史学家列昂尼德·米洛夫与弗拉基米尔·米亚斯尼科夫，俄罗斯教育科学院院士、历史学家西古德·施米特，俄罗斯科学院院士、语言学家安德烈·扎利兹尼亞克，以及俄罗斯科学院天文学科学委员会成员、物理数学博士尤里·叶夫列莫夫等人。
我们正生活在一个彻底外行化的时代，这种风气侵蚀着社会的各个领域——从权力结构到教育体系的组织。……一个在丑闻中成长、紧盯电视屏幕的社会，渴望负面与哗众取宠。它钟爱大卫·科波菲尔的魔术，也钟爱阿纳托利·季莫费耶维奇·福缅科的把戏。——瓦连京·亚宁，《福缅科院士的“豁然高地”》
我得承认，我自己始终无法完全摆脱这样的想法：对于福缅科来说，他那些人文学科方面的著作，其实是个有趣但拖得过长的闹剧——是一个数学家对天真的人文学者的“梅菲斯特式”嘲弄。那些人文学科的学问是如此无力，以至于他们甚至分不清一篇讽刺与一套科学理论的区别。若真是如此，那么这个精致实验中最大的“小白兔”，就是他的（福缅科的）追随者们。——安德烈·扎利兹尼亚克，《福缅科式语言学》

福缅科的理论曾在俄罗斯科学院主席团反伪科学委员会出版的《捍卫科学》简报上遭到批判。俄罗斯科学院院士、诺贝尔物理学奖得主维塔利·金兹堡，以及院士爱德华·克鲁格利亚科夫、亚历山大·安德烈耶夫、尼古拉·普拉泰、亚历山大·富尔森科、叶夫根尼·鲍里索维奇·亚历山德罗夫和谢尔盖·彼得罗维奇·诺维科夫等人，都将“新编年史”定性为伪科学。
在知名社会活动家中，曾有爱德华·利莫诺夫、亚历山大·季诺维也夫和加里·卡斯帕罗夫公开支持过“新年代学”。不过，卡斯帕罗夫后来改变了立场，不再支持这一理论。
2004年，福缅科与诺索夫斯基因合著的“新编年史”系列图书，被授予讽刺性奖项“段落奖”中的“荣誉文盲”称号，理由是其“对俄罗斯文学极其愤世嫉俗的犯罪”。
2016年10月2日，作为对福缅科在创建“新编年史”方面“贡献”的一种评价，由科普门户网站Антропогенез.ру组织的科普论坛“科学家对抗神话-2”的评审团，隆重选举他为“伪科学谎言科学院通讯院士”。

## 对“新编年史”的批评
- .   [2006-10-02]. （原始内容存档于2010-12-25）.
- .   [2024-05-23]. （原始内容存档于2006-02-16）.
- Володихин Д. М. Феномен фольк-хистори // Россия и современный мир. — 2001. — № 1. — С. 124—133.
- Данилевский И. Н. Пустые множества новой хронологии // Антифоменковская мозаика: Критика «новой хронологии» акад. А. Т. Фоменко : Сб. ст. — М.: «Русская панорама», 2001. — C. 12—42.
- Зализняк А. А. Лингвистика по А. Т. Фоменко // Вопросы языкознания. — 2000. — № 6. — С. 33—68.
- Илларионов С. В. . // Наука: возможности и границы. — М.: Наука, 2003.— с. 191—215.
- Ливанов К. Д. Наука и шарлатаны: шарлатанство ради идеи (ru) // Природа. — Наука, 2013. — № 3. — С. 24—32.
- Новиков, Андрей Александрович. . АнтиФоменко. С.-П.: Super Издательство. 2016. ISBN 978-5-00071-991-6 （俄语）.
- Новиков С. П. Математики и история // Природа. — 1997. — № 2. — С. 70–74.
- Образцов П. А. . АнтиМулдашев 9000 экз. М.: Яуза, Пресском. 2005. ISBN 5-98083-038-3 （俄语）. （页面存档备份，存于）
- Петров А. Е. Перевернутая история. Лженаучные модели прошлого // Новая и новейшая история. — 2004. — № 3. — С. 36—59.
- Шмидт С. О. . М.: Наука. 2005. ISBN 5-02-034985-2 （俄语）.
- Янин В. Л. «Зияющие высоты» академика Фоменко // Вестник РАН. 2000. — Т. 70, № 5. — С. 387—392.